# Peer M. Schatz

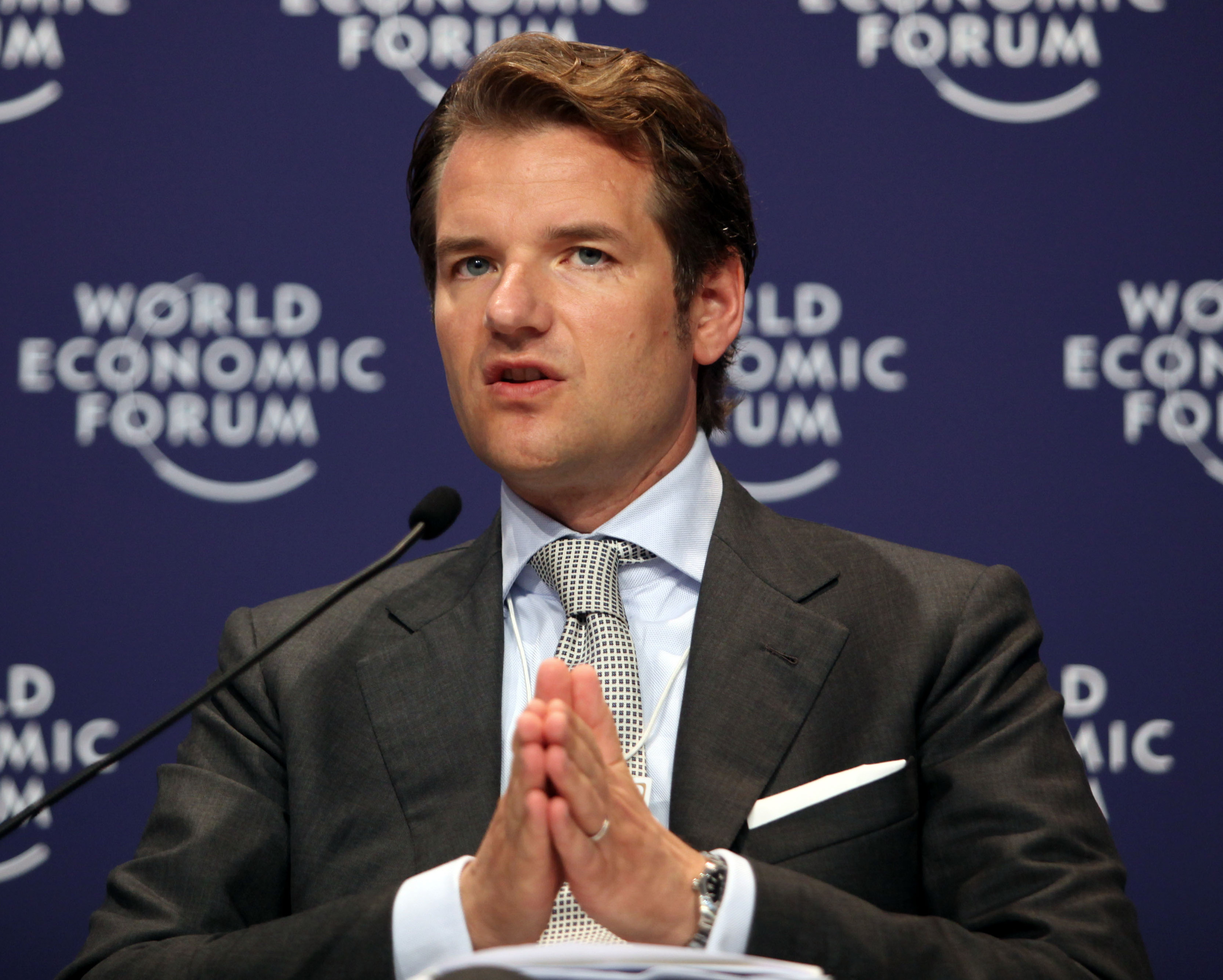
Peer M. Schatz

Peer Michael Schatz (* 3. August 1965 in New York City) ist ein schweizerisch-österreichischer Unternehmer und Manager. Von 2004 bis Oktober 2019 war er Vorsitzender des Vorstandes von Qiagen.

## Leben
Aufgewachsen in den USA und der Schweiz, studierte Schatz nach der Matura (Abitur) an der Schweizer Universität St. Gallen Wirtschafts- und Sozialwissenschaften. 1989 schloss er sein Studium als lic.oec. ab und erwarb 1990 zusätzlich den Master of Business Administration (MBA) an der University of Chicago. Seine ersten Berufsjahre wurden geprägt durch verschiedene Positionen bei Sandoz und Computerland wie auch durch Mitwirkung bei und Mitgründung von mehreren Startup-Unternehmen aus der IT-Branche in der Schweiz, Deutschland und den USA.
Im Jahr 1993 wechselte Schatz zu Qiagen. Von 2004 bis 2019 war er CEO des Unternehmens. Unter seiner Führung entwickelte sich Qiagen von einem Start-up zu einem globalen Unternehmen mit mehr als 5.100 Mitarbeitern, einem Jahresumsatz von mehr als 1,5 Milliarden US-Dollar und einer Marktkapitalisierung von über 10 Milliarden US-Dollar. Schatz besass im Jahr 2019 Aktien und Rechte auf Aktien, die etwa 3 % des Aktienkapitals darstellten.
Aktuell ist Peer Schatz Geschäftsführer der PS Capital Management GmbH, Vorsitzender des Aufsichtsrats der Centogene N.V., Mitgründer und Vorsitzender des Boards der Resolve Biosciences GmbH sowie Mitglied des Aufsichtsrats der Siemens Healthineers AG.
Schatz war bis 2011 Mitglied der Regierungsorganisation Deutscher Corporate Governance Kodex. Er war auch in den Verwaltungsräten der amerikanischen Industrieorganisationen AdvaMedDx und ALDA (Analytical, Life Science & Diagnostics Association) vertreten. Seit Juni 2008 ist er außerdem Mitglied des Beirats des MBA-Studiengangs Business Integration der Universität Würzburg. Von 2002 bis 2004 war er Mitglied im Börsenrat der Frankfurter Börse.
Schatz ist mit der Schweizerin Nadine Schatz-Grandjean-Perrenoud-Contesse verheiratet – sie ist ebenfalls Absolventin der Universität St. Gallen. Er ist Sohn des Biochemikers und Mitentdeckers der mitochondrialen DNA, Gottfried Schatz und Bruder der Kulturintendantin Kamilla Schatz.

## Auszeichnungen
- Manager des Jahres des Bundesverbandes Deutscher Unternehmensberater (BDU), 2010
- Best CEO Erster Platz – Institutional Investor All-Europe Executive Team, Biotechnology Industry, Sell Side, 2010
- Best CEO Erster Platz – Institutional Investor All-Europe Executive Team, Biotechnology Industry, Sell Side, 2011